# Кадир Инанър
Кадѝр Инанъ̀р (на турски: Kadir İnanır) е популярен турски филмов актьор и кинорежисьор.

## Биография
Започва актьорската си кариера на 19-годишна възраст във филма „Yedi Adım Sonra“ през 1968 г. До 2010 г. се е снимал в 158 филма. Режисьор е на 2 и сценарист на 1 филм. В България е познат от филма „Тополчице, моя“ по Чингиз Айтматов.

## Награди
- Носител на наградата за най-добър актьор на турския филмов фестивал Златният пашкул на Анталия през 1972 г.
- Носител на наградата за най-добър актьор на турския филмов фестивал Златният портокал на Анталия през 1986 г.